# Сользе-ле-Потье
Сользе́-ле-Потье́ (фр. Saulzais-le-Potier) — коммуна во Франции, находится в регионе Центр. Департамент — Шер. Главный город кантона Сользе-ле-Потье. Округ коммуны — Сент-Аман-Монтрон.
Код INSEE коммуны — 18245.

## География

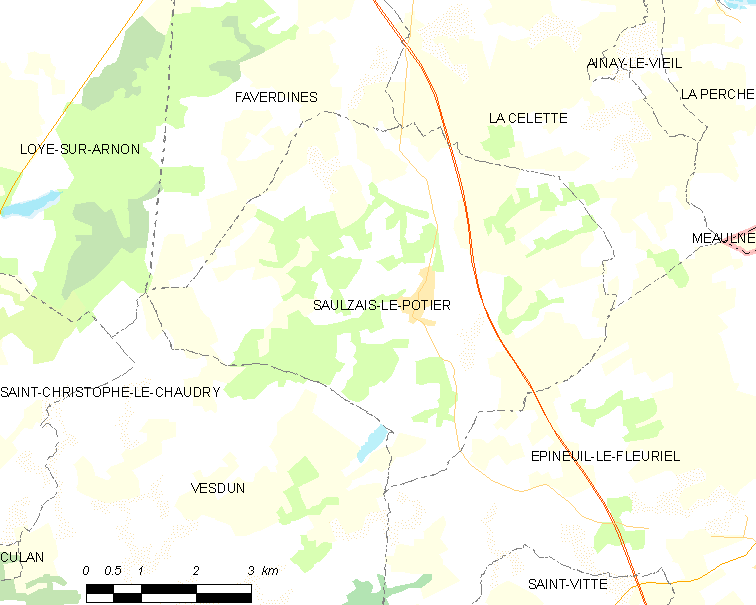
Карта коммуны

Коммуна расположена приблизительно в 260 км к югу от Парижа, в 155 км южнее Орлеана, в 55 км к югу от Буржа.
По территории коммуны протекает река Лубьер.

## Население
Население коммуны на 2008 год составляло 536 человек.
| 1962 | 1968 | 1975 | 1982 | 1990 | 1999 | 2008 |
| ---- | ---- | ---- | ---- | ---- | ---- | ---- |
| 582  | 621  | 513  | 476  | 473  | 492  | 536  |

## Экономика
Основу экономики составляют лесное и сельское хозяйство.
В 2007 году среди 295 человек в трудоспособном возрасте (15-64 лет) 200 были экономически активными, 95 — неактивными (показатель активности — 67,8 %, в 1999 году было 68,3 %). Из 200 активных работали 187 человек (103 мужчины и 84 женщины), безработных было 13 (7 мужчин и 6 женщин). Среди 95 неактивных 22 человека были учениками или студентами, 23 — пенсионерами, 50 были неактивными по другим причинам.

## Достопримечательности
- Замок Ланд (XVIII век). Исторический памятник с 1992 года[3]
- Замок Мазьер (XVIII век)
- Замок Шамматуэн
- Церковь Сент-Устрий (1860—1864)